# Cavigny
Ne doit pas être confondu avec Cauvigny.
Cavigny est une commune française, située dans le département de la Manche en région Normandie, peuplée de 268 habitants.

## Géographie

### Localisation
| Le Dézert   | Saint-Fromond | Saint-Fromond |
| Le Dézert   | Cavigny       | Airel         |
| Pont-Hébert | Pont-Hébert   | La Meauffe    |

### Hydrographie
La commune est située dans le bassin Seine-Normandie. Elle est drainée par la Vire, le ruisseau de Belle-Eau, le cours d'eau 02 de la commune du Dezert et le ruisseau de Margalet,,.
La Vire, d'une longueur de 128 km, prend sa source dans la commune de Vire Normandie et se jette  dans la baie de Seine en limite d'Osmanville et de Carentan-les-Marais, après avoir traversé 27 communes. 

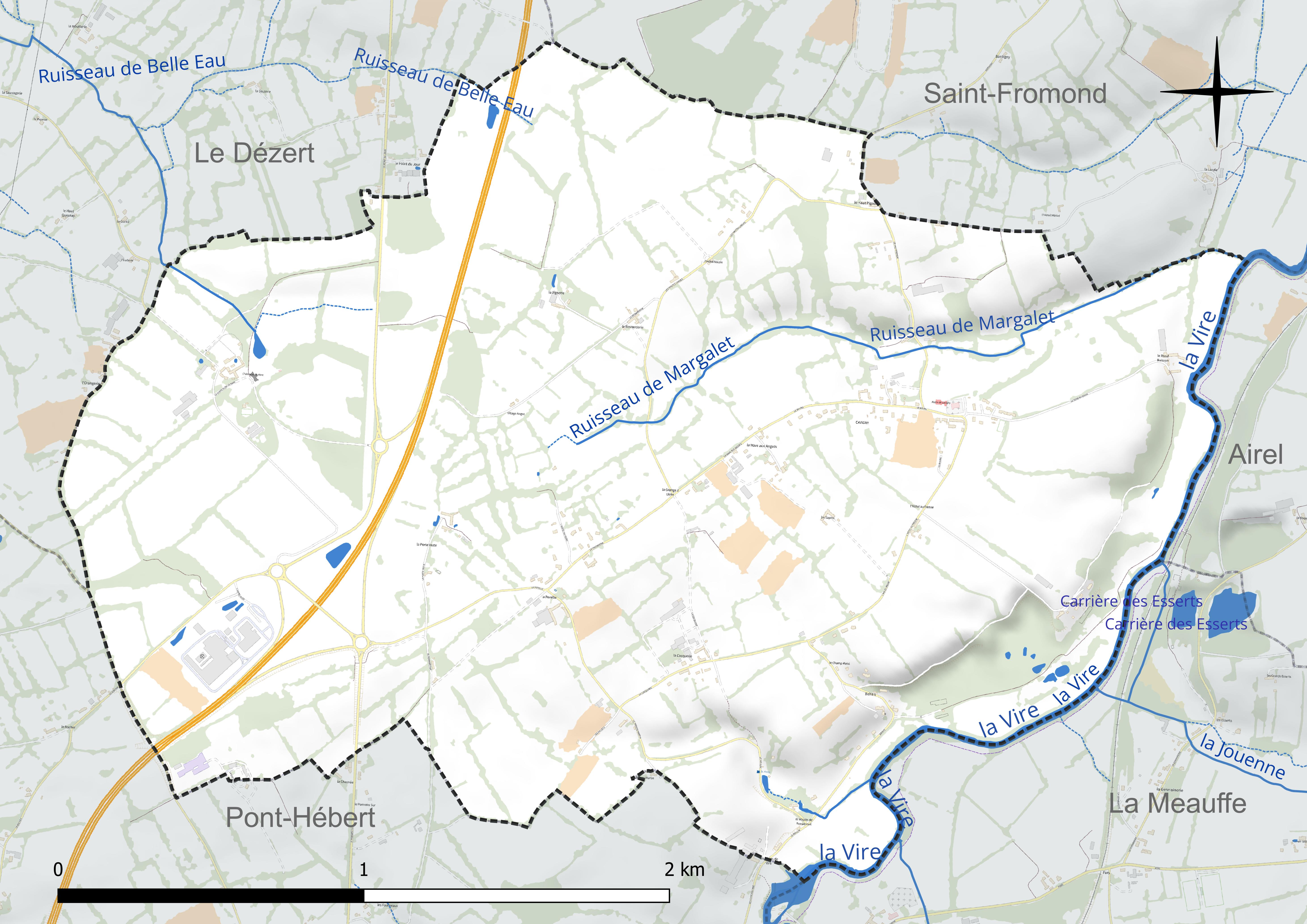
Réseau hydrographique de Cavigny.

### Climat
Pour des articles plus généraux, voir Climat de la Normandie et Climat de la Manche.
En 2010, le climat de la commune est de type climat océanique franc, selon une étude du CNRS s'appuyant sur une série de données couvrant la période 1971-2000. En 2020, Météo-France publie une typologie des climats de la France métropolitaine dans laquelle la commune est exposée à un climat océanique et est dans la région climatique  Normandie (Cotentin, Orne), caractérisée par une pluviométrie relativement élevée (850 mm/a) et un été frais (15,5 °C) et venté. Parallèlement le GIEC normand, un groupe régional d’experts sur le climat, différencie quant à lui, dans une étude de 2020, trois grands types de climats pour la région Normandie, nuancés à une échelle plus fine par les facteurs géographiques locaux. La commune est, selon ce zonage, exposée à un « climat maritime », correspondant au Cotentin et à l'ouest du département de la Manche, frais, humide et pluvieux, où les contrastes pluviométrique et thermique sont parfois très prononcés en quelques kilomètres quand le relief est marqué.
Pour la période 1971-2000, la température annuelle moyenne est de 10,9 °C, avec une amplitude thermique annuelle de 11,4 °C. Le cumul annuel moyen de précipitations est de 833 mm, avec 13,8 jours de précipitations en janvier et 7,4 jours en juillet. Pour la période 1991-2020, la température moyenne annuelle observée sur la station météorologique la plus proche, située sur la commune de Condé-sur-Vire à 17 km à vol d'oiseau, est de 11,3 °C et le cumul annuel moyen de précipitations est de 956,7 mm,. Pour l'avenir, les paramètres climatiques de la commune estimés pour 2050 selon différents scénarios d’émission de gaz à effet de serre sont consultables sur un site dédié publié par Météo-France en novembre 2022.

### Milieux naturels et biodiversité
La commune s'inscrit dans le parc naturel régional des Marais du Cotentin et du Bessin.

## Urbanisme

### Typologie
Au 1er janvier 2024, Cavigny est catégorisée commune rurale à habitat dispersé, selon la nouvelle grille communale de densité à sept niveaux définie par l'Insee en 2022. Elle est située hors unité urbaine. Par ailleurs la commune fait partie de l'aire d'attraction de Saint-Lô, dont elle est une commune de la couronne,. Cette aire, qui regroupe 63 communes, est catégorisée dans les aires de 50 000 à moins de 200 000 habitants,.

### Occupation des sols
L'occupation des sols de la commune, telle qu'elle ressort de la base de données européenne d’occupation biophysique des sols Corine Land Cover (CLC), est marquée par l'importance des territoires agricoles (96,2 % en 2018), en diminution par rapport à 1990 (100 %).
La répartition détaillée en 2018 est la suivante : prairies (66,2 %), terres arables (23,6 %), zones agricoles hétérogènes (6,4 %), zones industrielles ou commerciales et réseaux de communication (3,8 %).

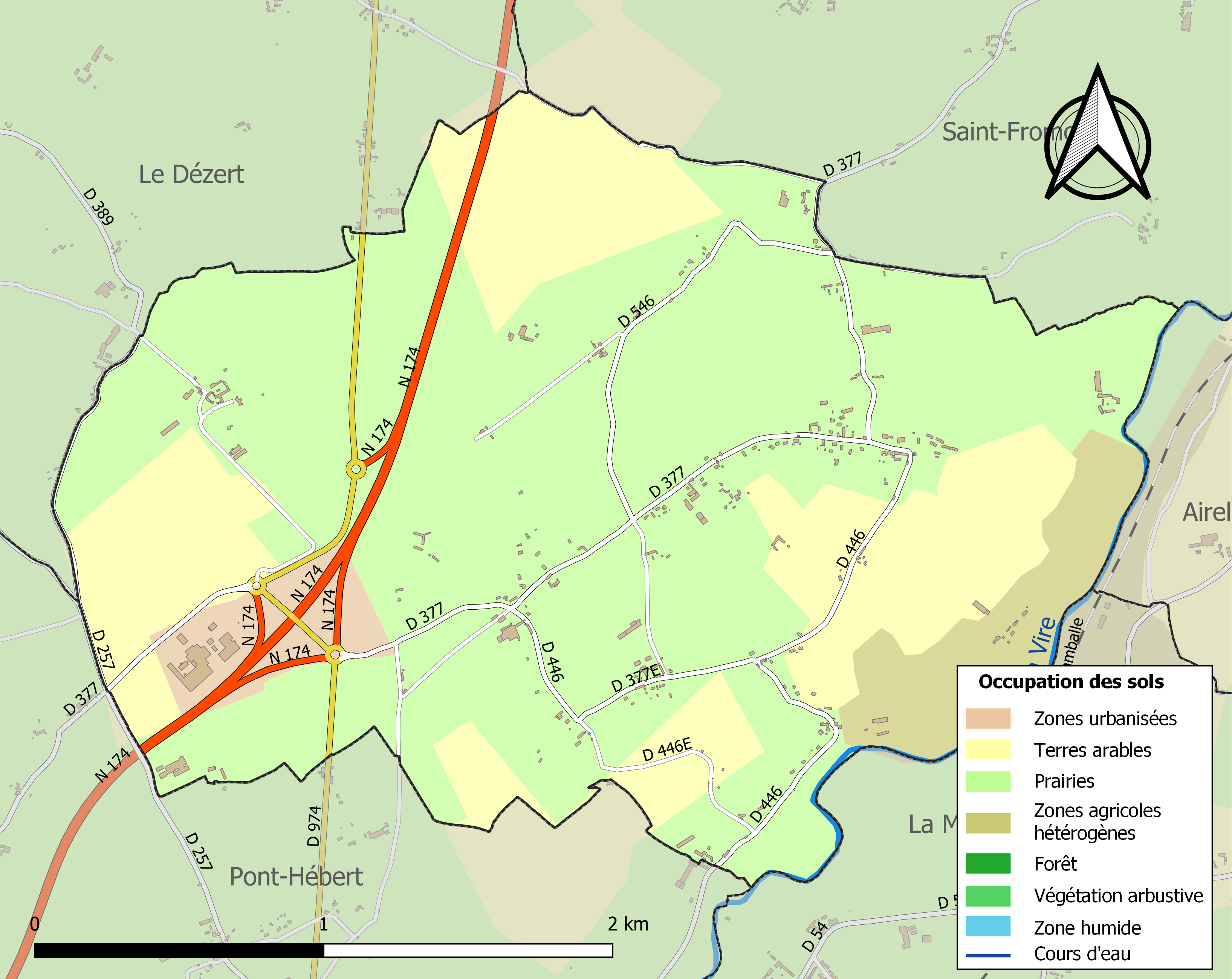
Carte des infrastructures et de l'occupation des sols de la commune en 2018 (CLC).

L'évolution de l’occupation des sols de la commune et de ses infrastructures peut être observée sur les différentes représentations cartographiques du territoire : la carte de Cassini (XVIIIe siècle), la carte d'état-major (1820-1866) et les cartes ou photos aériennes de l'IGN pour la période actuelle (1950 à aujourd'hui).

### Lieux-dits, hameaux et écarts
Elle se compose d'un bourg (Cavigny) et de plusieurs écarts : les Claies de Vire, le Moulin de Roguereuil, Bahais, la Coquerie, la Perelle, la Porte Verte, le château de la Mare (avec sa chapelle), la Vignette, la Benardrie, la Haut Pignon, le Rond Buisson, l'Hôtel au Fresne, Hamel Bazire, la Grange à Dîme, la Mare aux Angots.

## Toponymie
Le nom de la localité est attesté sous la forme Cavignaci au début du XIe siècle.
Toponyme gallo-romain °CAVIN(N)IACU, formé avec le suffixe gallo-roman -ACU ajouté à un nom de personne. Le premier élément est vraisemblablement l'anthroponyme gallo-romain Cavin(n)ius, d'où le sens global de « (domaine rural) de Cavin(n)ius ». Ce type toponymique se rencontre de nombreuses fois en France sous les formes Chavigny, Chevigny, Chugny. François de Beaurepaire a proposé le nom gallo-romain Cavannius, et donc implicitement la proto-forme gallo-romane °CAVANNIACU, opinion minoritaire qui représente néanmoins une autre possibilité, ni confirmée ni infirmée par les formes anciennes.
Le gentilé est Cavignais.

### Microtoponymie
Le hameau Bahais, du gaulois bagacon (hêtraie). Hypothèse formulée dans l'article de l'ancienne commune : Bahais.
Les lieux-dits en Y-ère/-erie sont des habitats ultérieurs, résultant du développement démographique de la Normandie. Ils désignaient la ferme de la famille Y, fondée sur les nouvelles terres obtenues par les grands défrichements des XIe – XIIIe siècle. Les essarts prennent le nom des défricheurs, suivi de la désinence -erie ou -ière.
Les autres lieux-dits en (Hôtel / Hameau / Le / Clos / Pont / Maison)-Y sont des constructions plus tardives, ils désignaient un bien de la famille Y.

## Histoire

### Moyen Âge
Dans la première moitié du XIIe siècle, la paroisse relevait de l'honneur du Hommet.
Au XVe siècle, lors de la guerre de cent Ans et de l'occupation anglaise (1418-1450) le château est occupé par les Anglais.

### Époque contemporaine
En 1690, Jacques Lempereur, écuyer, cornette de cavalerie au régiment de Richelieu, qui fait aveu du fief de la Rochelle-d'Ambleville à la Rochelle-Normande est titré sieur de Cavigny.
Le hameau Bahais (de l'ancienne commune Bahais) fut rattachée à Cavigny en 1830.

## Politique et administration

### Découpage territorial

#### Circonscriptions administratives avant la Révolution
Sous l'Ancien Régime, la paroisse faisait partie de la généralité de Caen, de l'élection de Carentan et Saint-Lô (en 1612 et 1636), puis de Carentan (en 1677), puis de Saint-Lô (en 1713). Elle dépendait de la sergenterie du Hommet.

#### Circonscriptions administratives depuis la Révolution
Jusqu'en 1801, la commune fait partie du canton d'Esglandes.

### Les maires
| Période                                  | Période  | Identité              | Étiquette                   | Qualité |
| ---------------------------------------- | -------- | --------------------- | --------------------------- | --- |
| 1829                                     |          | Gigault-de-Bellefond  |                             | |
| 1861                                     | 1868     | Desfaudais            |                             | |
| 1947                                     | 1978     | Antoine de Chocqueuse | Indépendant-RPF puis UDF-PR | Agriculteur Conseiller général du canton de Saint-Jean-de-Daye (1950-1978) officier de l'ordre du Mérite agricole, chevalier de la Légion d'honneur Décédé en fonction |
| 1978                                     |          | Marcel Rauline        |                             | Agriculteur |
| juin 1995                                | En cours | Gérard Nicolle        | SE                          | Agriculteur |
| Les données manquantes sont à compléter. |          |                       |                             | |

Le conseil municipal est composé de onze membres dont le maire et deux adjoints.

## Démographie
L'évolution du nombre d'habitants est connue à travers les recensements de la population effectués dans la commune depuis 1793. Pour les communes de moins de 10 000 habitants, une enquête de recensement portant sur toute la population est réalisée tous les cinq ans, les populations de référence des années intermédiaires étant quant à elles estimées par interpolation ou extrapolation. Pour la commune, le premier recensement exhaustif entrant dans le cadre du nouveau dispositif a été réalisé en 2006.
En 2022, la commune comptait 268 habitants, en évolution de +4,28 % par rapport à 2016 (Manche : −0,31 %, France hors Mayotte : +2,11 %).
Cavigny a compté jusqu'à 655 habitants en 1886.
| 1793 | 1800 | 1806 | 1821 | 1831 | 1836 | 1841 | 1846 | 1851 |
| ---- | ---- | ---- | ---- | ---- | ---- | ---- | ---- | ---- |
| 564  | 476  | 623  | 577  | 524  | 501  | 487  | 537  | 556  |

| 1856 | 1861 | 1866 | 1872 | 1876 | 1881 | 1886 | 1891 | 1896 |
| ---- | ---- | ---- | ---- | ---- | ---- | ---- | ---- | ---- |
| 517  | 518  | 571  | 622  | 570  | 571  | 655  | 584  | 508  |

| 1901 | 1906 | 1911 | 1921 | 1926 | 1931 | 1936 | 1946 | 1954 |
| ---- | ---- | ---- | ---- | ---- | ---- | ---- | ---- | ---- |
| 445  | 454  | 395  | 269  | 284  | 317  | 301  | 325  | 351  |

| 1962 | 1968 | 1975 | 1982 | 1990 | 1999 | 2006 | 2011 | 2016 |
| ---- | ---- | ---- | ---- | ---- | ---- | ---- | ---- | ---- |
| 321  | 361  | 349  | 306  | 269  | 243  | 202  | 208  | 257  |

| 2021 | 2022 | - | - | - | - | - | - | - |
| ---- | ---- | - | - | - | - | - | - | - |
| 268  | 268  | - | - | - | - | - | - | - |

## Économie
La commune se situe dans la zone géographique des appellations d'origine protégée (AOP) Beurre d'Isigny et Crème d'Isigny.
- Un Pôle Environnement a vu le jour en 2009. Le traitement des déchets est basé sur la biométhanisation. Ce procédé permet une dégradation accélérée des déchets et leur transformation, en compost utilisable en agriculture, d'une part, en biogaz utilisé pour la production d'électricité et de chaleur, d'autre part. Le Point Fort Environnement traite les déchets de 133 communes du Centre Manche, représentant 104 000 habitants.

Chargé d'organiser la collecte sélective, de réaliser et d'exploiter les déchèteries et de traiter les différents déchets ménagers, le syndicat s'est engagé dans une gestion durable de ses déchets. La réalisation du pôle de traitement de Cavigny, incluant un centre de tri modernisé et une unité de méthanisation pour valoriser la fraction organique des ordures ménagères en électricité et en compost dote le Centre manche d'une filière durable pour le traitement de ses déchets.
- Plusieurs élevages bovins.

## Culture locale et patrimoine

### Lieux et monuments

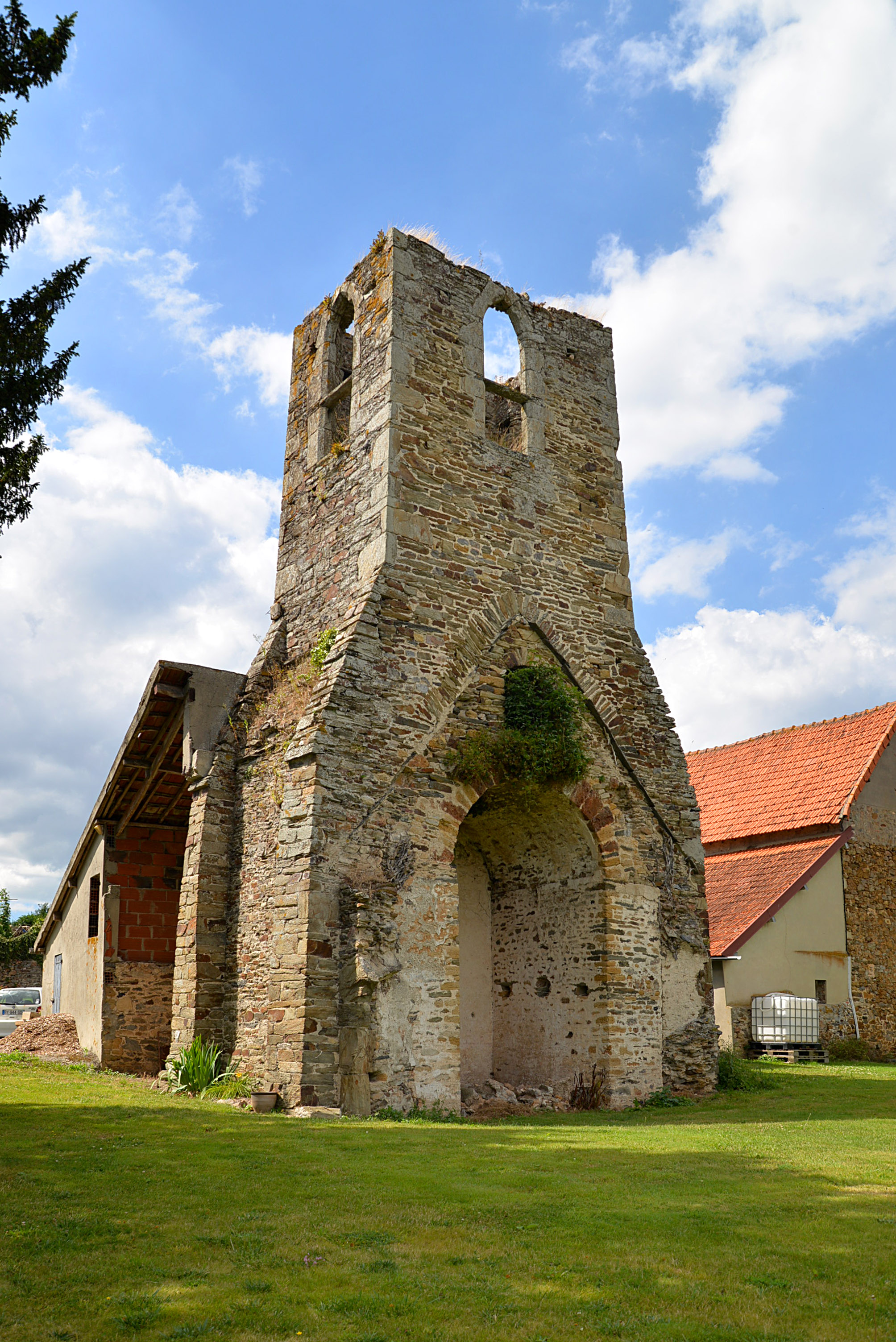
Les vestiges de l'église Notre-Dame de Bahais.

- Le château de la Mare des XVIe – XIXe siècles. Il fut construit en 1630 par Michel de Saint-Martin (XVIe – XVIIe siècle), drapier à Saint-Lô et sieur de Cavigny, qui avait été anobli en 1614[35]. L'un de ses quatre fils, Michel de Saint-Martin, recteur de l'Université de Caen, abbé excentrique fut victime en 1687 d'une cérémonie burlesque que Molière reprit dans Le Bourgeois gentilhomme. Remanié par la famille Gigault de Bellefonds, il est inscrit au titre des monuments historiques depuis le 14 mars 1944[36].
- Restes des six anciens fours à chaux de la Roque-Genêts en bordure de la Vire, inscrits au titre des monuments historiques depuis le 23 avril 1992[37].
- Les claies de Vire.
- Église Notre-Dame du XXe siècle, reconstruite de 1957 à 1962 selon les plans des architectes Yves Cochepain, fils d'André Cochepain, et G. Cailler. Construite en remplacement de l'ancienne église entièrement détruite par les Américains lors des combats de la Libération ; les Allemands étaient cachés dans le clocher. Depuis l'église de Saint-Fromond, les Américains ont aperçu les masques à gaz des Allemands qui pendaient à travers les ouvertures du clocher. Les verrières en dalles de verre coulées dans du béton de la nouvelle église placées en bandeaux hauts dans la nef et autour du portail d'entrée sont l’œuvre du peintre Maurice Rocher (1918-1995) et ont été réalisées par l'atelier Barillet. L'édifice a été labellisé patrimoine du XXe siècle le 22 février 2002[38], et un programme de restauration fut engagé à partir de 2016. Elle abrite une statue de saint Sébastien du XVIIe[35].
- Ruines, qui ne peuvent être visitées, de l'église Notre-Dame de Bahais, qui fut « délaissée » après le démembrement en 1836 de l'ancienne paroisse de Bahais entre Cavigny et Pont-Hébert[35]. L'église appartenait à la compagnie Chaufournière.
- Motte castrale à Thère, près du château de la Mare[39]. Le site fut occupé par les Anglais pendant la guerre de Cent Ans[40].
- If funéraire du cimetière.

### Personnalités liées à la commune
- Gabriel de Cussy (1745-1807), propriétaire à Cavigny, militaire et conseiller général de la Manche de 1802 à 1807[35].